# Myrmicaria opaciventris
Myrmicaria opaciventris är en myrart som beskrevs av Carlo Emery 1893. Myrmicaria opaciventris ingår i släktet Myrmicaria och familjen myror.

## Underarter
Arten delas in i följande underarter:
- M. o. congolensis
- M. o. crucheti
- M. o. mesonotalis
- M. o. obscuripes
- M. o. opaciventris